# Fernando de Ávila
Fernando fue un religioso castellano, que ejerció como obispo de Ávila entre 1284 y 1292, citado en ocasiones como Fernando I, por ser el primero de este nombre.
Se desconoce el apellido, pero fue nombrado obispo de Ávila durante el reinado de Sancho IV de Castilla a la muerte de su antecesor, el fraile dominico Aymar, que había sido consejero de Alfonso X. Aymar había intervenido en favor del rey Alfonso en su pleito contra su hijo Sancho, al que apartó —sin éxito— del trono de Castilla. Fernando, a pesar de ser el obispo de Ávila, permaneció en la corte, establecida entonces en Valladolid, actuando como compañía y consejero de Sancho IV. Probablemente murió allí, el 15 de agosto de 1292. Al año siguiente aparece documentado como su sucesor en el obispado Pedro González Luján. Fue enterrado en la catedral de Ávila, en el altar de San Nicolás; su epitafio es una de las pocas noticias que hay de él.
Por otra parte, a pesar de que Fernando estuvo alejado de la sede episcopal, Ávila y su diócesis siguieron recibiendo los favores de la corona: el rey dio rentas para hacer las reparaciones pertinentes en las basílicas e iglesias de la ciudad y, por otra parte, hizo un padrón de los judíos y musulmanes que vivían allí, que había crecido en número, a fin de garantizar el correcto pago del diezmo.